# Geocaryum creticum
Geocaryum creticum là một loài thực vật có hoa trong họ Hoa tán. Loài này được (Boiss. & Heldr.) Engstrand mô tả khoa học đầu tiên năm 1977.